# Matthäuskirche (Münster)

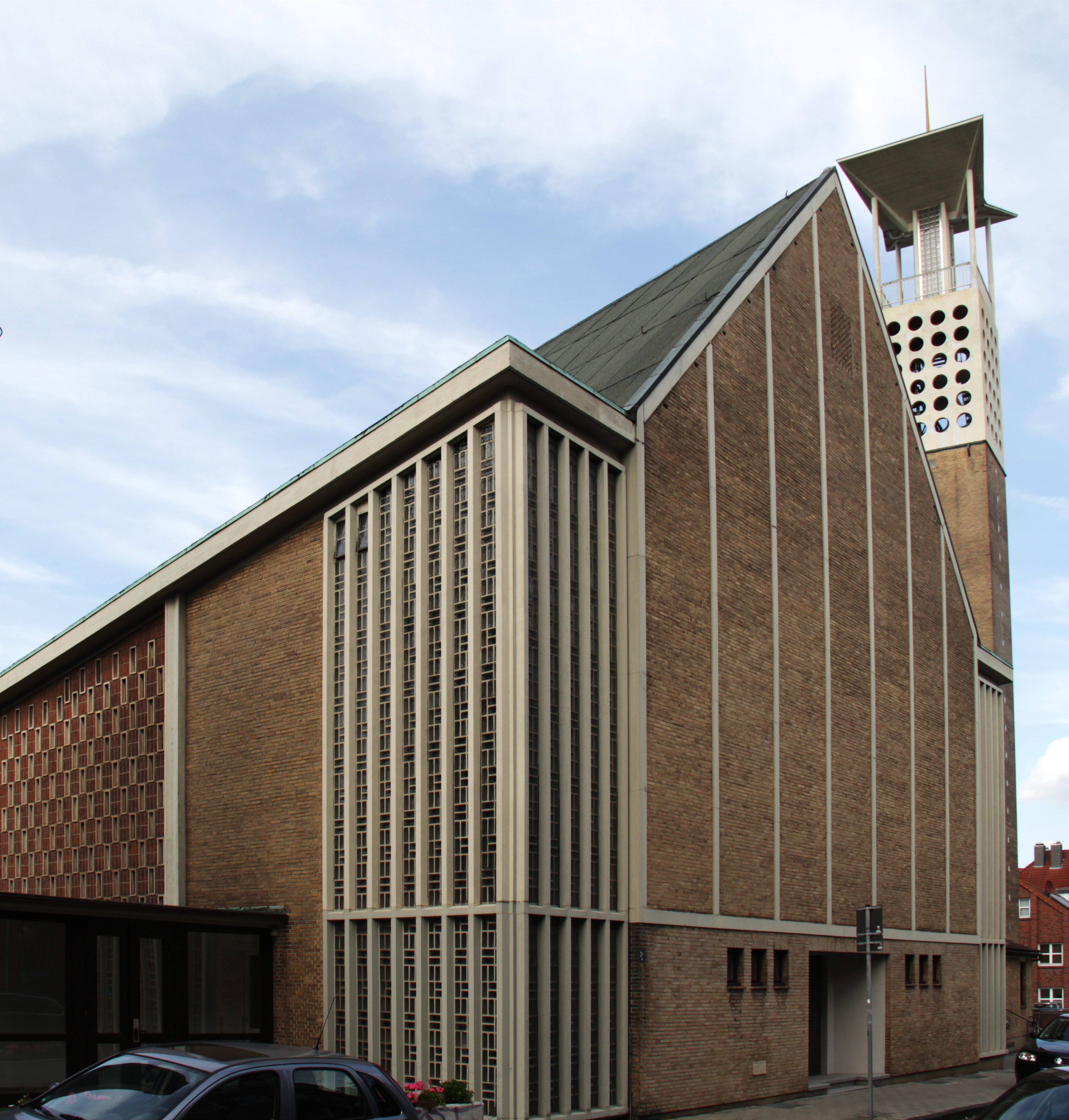
Matthäuskirche

Die Matthäuskirche ist eine evangelische Kirche im Südviertel der Stadt Münster in der Antoniusstraße 36 inmitten eines Wohngebiets. Sie gehört zur Evangelischen Kirche von Westfalen und ist nach dem Evangelisten Matthäus benannt.

## Geschichte
Nach ersten Plänen zur Errichtung einer Kirche im Südviertel 1951 wurde zwei Jahre später ein Grundstück erworben sowie der Verein für den Neubau der Kirche in der Antoniusstraße in Münster e.V (später Verein zur Förderung der Ev. Matthäuskirchengemeinde in Münster e. V., bis heute bestehend) gegründet. 1957 wurde mit dem Bau der Kirche begonnen, ihre Einweihung erfolgte am 7. Dezember 1958. Die Matthäuskirche ist das Gotteshaus der seit 1. Januar 1963 selbstständigen Matthäusgemeinde mit knapp 3700 Mitgliedern und wird zusätzlich von der Evangelisch-Koreanischen Gemeinde Münster genutzt.
In den Jahren 1984 bis 1992 war Michael Herbst, der seit 1996 eine Professur für Praktische Theologie an der Ernst-Moritz-Arndt-Universität Greifswald innehat,  Vikar und Pfarrer der Matthäusgemeinde.

## Architektur
Der Entwurf der Kirche stammt vom Hamburger Architekten Bernhard Hopp. Es handelt sich dabei um einen klinkerverzierten Stahlbetonbau mit kupfergedecktem Dach. Ein vorheriger Entwurf eines Düsseldorfer Architekten konnte wegen Anwohnerbeschwerden nicht realisiert werden. Die Kirche ist nicht wie üblich (und auch zuerst geplant)nach Osten, sondern nach Norden ausgerichtet. Da die Kirche an einem Hang liegt, ergab sich unter dem Kirchenschiff ein Freiraum von circa 4 Metern Höhe, der durch einen Gemeindesaal mit Platz für fast 200 Personen sowie weitere Gemeinderäume genutzt wird.
Im Jahre 2006 wurde der Kirchraum grundlegend renoviert. Hierbei wurden die Kanzel entfernt (gepredigt wird seitdem vom Pult aus) sowie der Taufstein und Altar ersetzt, wodurch der nutzbare Bereich des Altarraums vergrößert wurde. Hiermit wurde Raum für Anspiele oder den Einsatz einer Band geschaffen.
An der östlichen Giebelwand befindet sich ein im Jahre 1962 oder 1963 von Paul von der Forst gestaltetes Altarmosaik, welches Christus als Weltenrichter zeigt.
Im 1961 fertiggestellten Kirchturm mit einer Höhe von 37 Metern befinden sich drei Bronzeglocken der münsterschen Firma Monasterium Eijsbouts KG (ehemals Feldmann & Marschel) mit den Tönen fis1, a1 und h1. Der Turm mit der danebenliegenden Sakristei ist durch einen circa zehn Meter langen verglasten Verbindungsbau mit dem Kirchenschiff verbunden.

## Orgel
1969 wurde die aus zwei Manualen und 20 Registern bestehende Führer-Orgel eingeweiht die im Jahre 2007 renoviert wurde. Die Orgel besteht aus einem Eisengerüst und ähnelt vielen Führer-Orgeln aus der Zeit zwischen 1950 und 1970.
Die Disposition der Orgel lautet:
| I Hauptwerk C–g3 |              |       |
| 1.               | Prinzipal    | 8′    |
| 2.               | Rohrflöte    | 8′    |
| 3.               | Oktave       | 4′    |
| 4.               | Gedacktflöte | 4′    |
| 5.               | Nasard       | 2 ⁄3′ |
| 6.               | Oktave       | 2′    |
| 7.               | Mixtur IV    | 1 ⁄3′ |
| 8.               | Trompete     | 8′    |

| II Brustwerk C–g3 |             |       |
| 1.                | Gedackt     | 8′    |
| 2.                | Blockflöte  | 4′    |
| 3.                | Prinzipal   | 2′    |
| 4.                | Quinte      | 1 ⁄3′ |
| 5.                | Scharff III | 2⁄3′  |
| 6.                | Regal       | 8′    |
|                   | Tremulant   |       |

| Pedal C–f1 |                  |       |
| 1.         | Subbass          | 16′   |
| 2.         | Prinzipal        | 8′    |
| 3.         | Gemshorn         | 4′    |
| 4.         | Nachthorn        | 2′    |
| 5.         | Rauschpfeife III | 2 ⁄3′ |
| 6.         | Fagott           | 16′   |

- Koppeln: II/I, I/P, II/P